# Lainzer Kirche

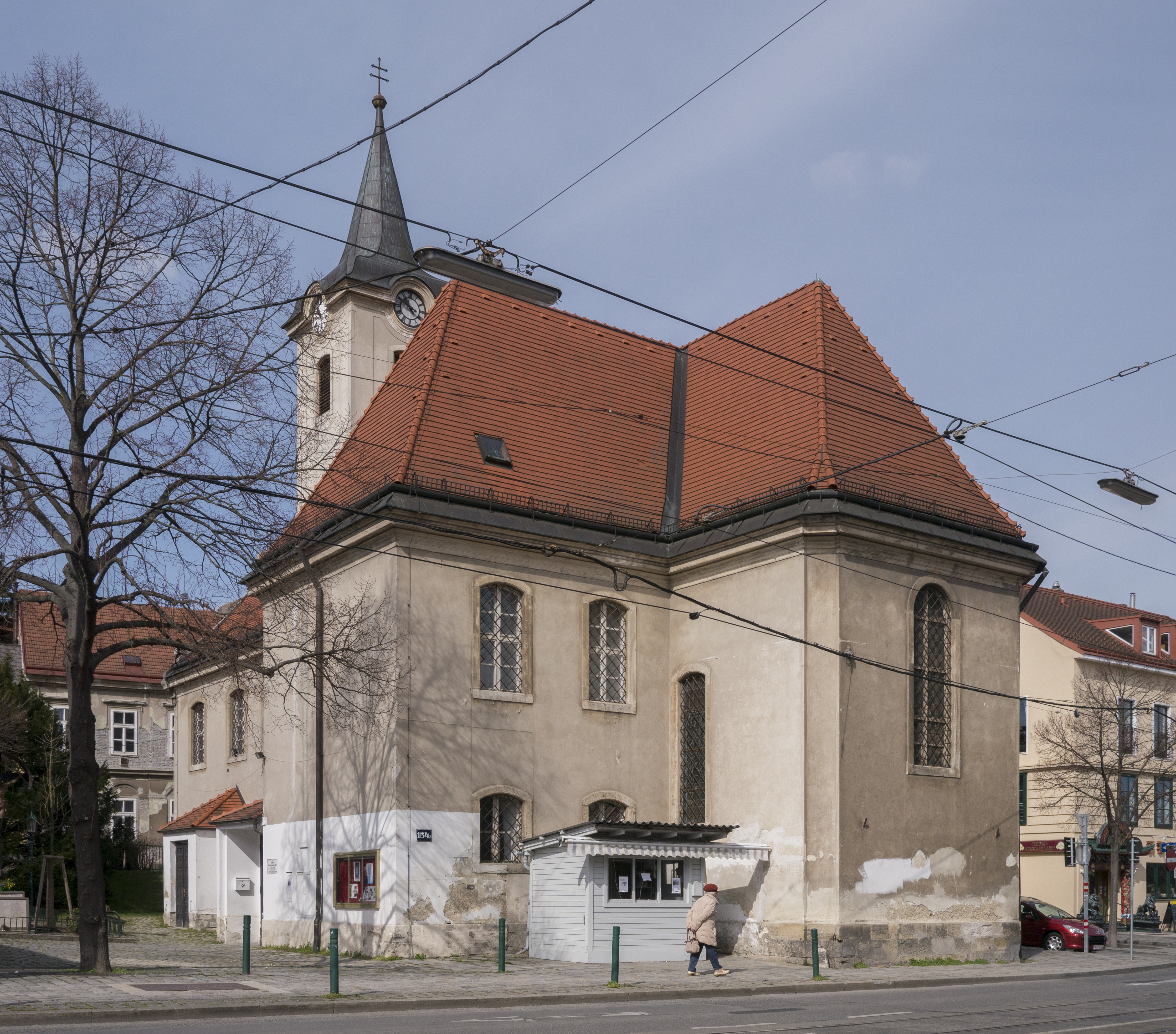
St. Maria Malankara, Wien-Lainz

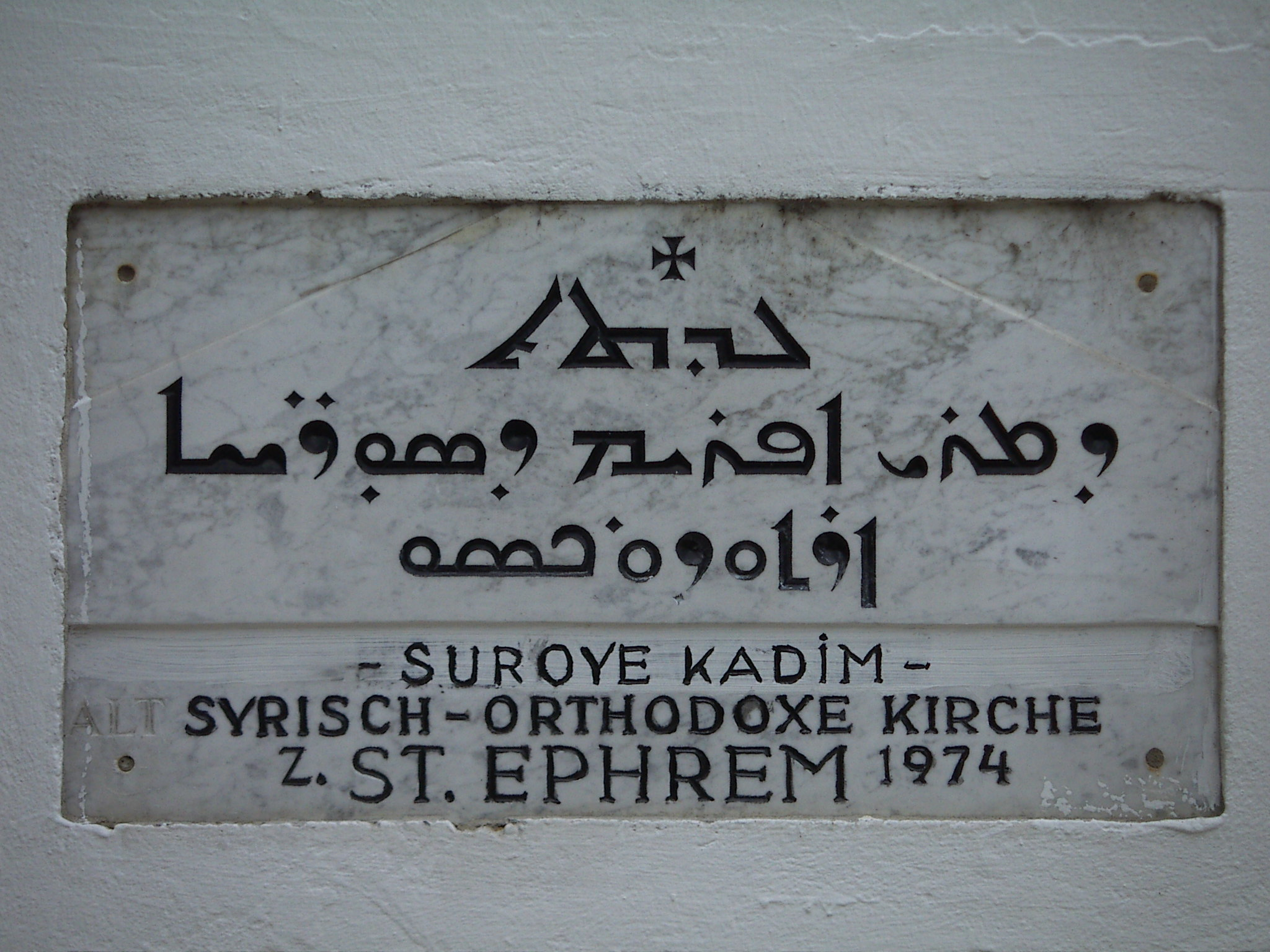
Gründungsinschrift von 1974

Die Lainzer Kirche ist eine Kirche der Malankara Syrisch-Orthodoxen Kirche im Bezirksteil Lainz im 13. Wiener Gemeindebezirk Hietzing in der Lainzer Straße 154a. Die ursprünglich der Allerheiligsten Dreifaltigkeit geweihte römisch-katholische Pfarrkirche von Lainz und Speising war von 1974 bis 2015 eine syrisch-orthodoxe Kirche unter dem Patrozinium St. Ephrem. Seit 2015 steht sie als Gotteshaus der Malankara Syrisch-Orthodoxen Kirche unter dem Patrozinium St. Maria Malankara.

## Lainzer Pfarrkirche
Eine Inschrift über dem Hauptportal teilt mit, dass Conrad Sponfelder hier zwischen 1421 und 1428 eine Kirche errichtet hat. Die Pfarre wurde von der Penzinger Kirche mitbetreut. Die Pfarrchronik berichtet von schweren Beschädigungen durch die Türken 1529 und 1683, worauf 1736 unter Erzbischof Sigismund von Kollonitz eine neue Kirche mit Baumeister Gottfrid Pokh, dem Steinmetzmeister Johann Wenzel Schumka und dem Zimmermeister Wolfgang Hilleprandt errichtet wurde. 1783 wurde die Pfarre Zur Allerheiligsten Dreifaltigkeit errichtet. Durch das Anwachsen der Bevölkerung nach 1945 wurde von der Pfarre Lainz Speising von 1966 bis 1968 in der Nähe die größere Konzilsgedächtniskirche errichtet.

## St. Ephrem und St. Maria Malankara
Die Kirche wurde im Jahre 1974 von Kardinal Franz König an die syrisch-orthodoxe Gemeinde, vertreten durch Bischofsvikar Pfarrer Emanuel Aydin, übergeben. Seit 2015 werden in St. Ephrem Gottesdienste für die Malankara Syrisch-Orthodoxe Kirche abgehalten, während die Muttergemeinde nach Maria vom Berge Karmel in Wien-Favoriten übersiedelte. Die Kirche trägt seitdem das Patrozinium St. Maria Malankara.